# Maxim Dekker
Maxim Dekker (Rijsenhout, Países Bajos, 21 de abril de 2004) es un futbolista neerlandés que juega de defensa en el AZ Alkmaar de la Eredivisie.

## Trayectoria
Canterano del AZ Alkmaar, firmó su primer contrato profesional con el club en agosto de 2020. Debutó como profesional con el Jong AZ el 30 de abril de 2021 en una victoria por 1-0 en la liga contra el Roda JC Kerkrade.

## Selección nacional
Es un actual internacional juvenil neerlandés. En septiembre de 2020, fue nombrado en la selección preliminar para el Campeonato Europeo Sub-17 de la UEFA 2021. Sin embargo, el torneo se canceló debido a la pandemia de COVID-19 en Europa.

## Estadísticas

### Clubes
Actualizado al último partido disputado el 7 de noviembre de 2024.
| Club                      | Div.          | Temporada     | Liga  | Liga  | Copas nacionales | Copas nacionales | Copas internacionales | Copas internacionales | Total | Total |
| Club                      | Div.          | Temporada     | Part. | Goles | Part.            | Goles            | Part.                 | Goles                 | Part. | Goles |
| ------------------------- | ------------- | ------------- | ----- | ----- | ---------------- | ---------------- | --------------------- | --------------------- | ----- | ----- |
| Jong AZ · Países Bajos    | 2.ª           | 2021-22       | 24    | 0     | —                | —                | —                     | —                     | 24    | 0     |
| Jong AZ · Países Bajos    | 2.ª           | 2022-23       | 10    | 2     | —                | —                | —                     | —                     | 10    | 2     |
| Jong AZ · Países Bajos    | 2.ª           | 2023-24       | 26    | 0     | —                | —                | —                     | —                     | 26    | 0     |
| Jong AZ · Países Bajos    | Total club    | Total club    | 60    | 2     | 0                | 0                | 0                     | 0                     | 60    | 2     |
| AZ Alkmaar · Países Bajos | 1.ª           | 2021-22       | 1     | 0     | 0                | 0                | —                     | —                     | 1     | 0     |
| AZ Alkmaar · Países Bajos | 1.ª           | 2022-23       | 13    | 1     | 0                | 0                | 6                     | 0                     | 19    | 1     |
| AZ Alkmaar · Países Bajos | 1.ª           | 2023-24       | 5     | 0     | 2                | 0                | 0                     | 0                     | 7     | 0     |
| AZ Alkmaar · Países Bajos | 1.ª           | 2024-25       | 5     | 0     | 0                | 0                | 2                     | 0                     | 7     | 0     |
| AZ Alkmaar · Países Bajos | Total club    | Total club    | 24    | 1     | 2                | 0                | 8                     | 0                     | 34    | 1     |
| Total carrera             | Total carrera | Total carrera | 84    | 3     | 2                | 0                | 8                     | 0                     | 94    | 3     |